# Coupe des clubs champions européens de handball 1983-1984
Navigation
Coupe des clubs champions 1982-1983 Coupe des clubs champions 1984-1985
La saison 1983-1984 de la Coupe des clubs champions européens de handball met aux prises 25 équipes européennes. Il s’agit de la 24e édition la compétition organisée par la Fédération internationale de handball.
Le vainqueur est le club tchécoslovaque du HC Dukla Prague qui remporte le sacre européen pour la troisième fois. En finale, il a battu aux jets de 7 mètres le club yougoslave du Metaloplastika Šabac.

## Participants
| Deuxième tour préliminaire | Deuxième tour préliminaire | Deuxième tour préliminaire | Deuxième tour préliminaire | Deuxième tour préliminaire | Deuxième tour préliminaire | Deuxième tour préliminaire | Deuxième tour préliminaire | Deuxième tour préliminaire | Deuxième tour préliminaire | Deuxième tour préliminaire | Deuxième tour préliminaire | Deuxième tour préliminaire | Deuxième tour préliminaire | Deuxième tour préliminaire | Deuxième tour préliminaire | Deuxième tour préliminaire | Deuxième tour préliminaire | Deuxième tour préliminaire | Deuxième tour préliminaire | Deuxième tour préliminaire | Deuxième tour préliminaire | Deuxième tour préliminaire | Deuxième tour préliminaire | Deuxième tour préliminaire | Deuxième tour préliminaire | Deuxième tour préliminaire | Deuxième tour préliminaire | Deuxième tour préliminaire | Deuxième tour préliminaire |
| --- | --- | --- | --- | --- | --- | --- | --- | --- | --- | --- | --- | --- | --- | --- | --- | --- | --- | --- | --- | --- | --- | --- | --- | --- | --- | --- | --- | --- | --- |
| - VfL Gummersbach : tenant du titre - Atlético de Madrid : Champion d'Espagne - Budapest Honvéd : Champion de Hongrie - KS Anilana Łódź: Champion de Pologne | - VfL Gummersbach : tenant du titre - Atlético de Madrid : Champion d'Espagne - Budapest Honvéd : Champion de Hongrie - KS Anilana Łódź: Champion de Pologne | - VfL Gummersbach : tenant du titre - Atlético de Madrid : Champion d'Espagne - Budapest Honvéd : Champion de Hongrie - KS Anilana Łódź: Champion de Pologne | - VfL Gummersbach : tenant du titre - Atlético de Madrid : Champion d'Espagne - Budapest Honvéd : Champion de Hongrie - KS Anilana Łódź: Champion de Pologne | - VfL Gummersbach : tenant du titre - Atlético de Madrid : Champion d'Espagne - Budapest Honvéd : Champion de Hongrie - KS Anilana Łódź: Champion de Pologne | - VfL Gummersbach : tenant du titre - Atlético de Madrid : Champion d'Espagne - Budapest Honvéd : Champion de Hongrie - KS Anilana Łódź: Champion de Pologne | - VfL Gummersbach : tenant du titre - Atlético de Madrid : Champion d'Espagne - Budapest Honvéd : Champion de Hongrie - KS Anilana Łódź: Champion de Pologne | - VfL Gummersbach : tenant du titre - Atlético de Madrid : Champion d'Espagne - Budapest Honvéd : Champion de Hongrie - KS Anilana Łódź: Champion de Pologne | - VfL Gummersbach : tenant du titre - Atlético de Madrid : Champion d'Espagne - Budapest Honvéd : Champion de Hongrie - KS Anilana Łódź: Champion de Pologne | - VfL Gummersbach : tenant du titre - Atlético de Madrid : Champion d'Espagne - Budapest Honvéd : Champion de Hongrie - KS Anilana Łódź: Champion de Pologne | - VfL Gummersbach : tenant du titre - Atlético de Madrid : Champion d'Espagne - Budapest Honvéd : Champion de Hongrie - KS Anilana Łódź: Champion de Pologne | - VfL Gummersbach : tenant du titre - Atlético de Madrid : Champion d'Espagne - Budapest Honvéd : Champion de Hongrie - KS Anilana Łódź: Champion de Pologne | - VfL Gummersbach : tenant du titre - Atlético de Madrid : Champion d'Espagne - Budapest Honvéd : Champion de Hongrie - KS Anilana Łódź: Champion de Pologne | - VfL Gummersbach : tenant du titre - Atlético de Madrid : Champion d'Espagne - Budapest Honvéd : Champion de Hongrie - KS Anilana Łódź: Champion de Pologne | - VfL Gummersbach : tenant du titre - Atlético de Madrid : Champion d'Espagne - Budapest Honvéd : Champion de Hongrie - KS Anilana Łódź: Champion de Pologne | - IK Heim : Champion de Suède - HC Dukla Prague : Champion de Tchécoslovaquie - Metaloplastika Šabac : Champion de Yougoslavie | - IK Heim : Champion de Suède - HC Dukla Prague : Champion de Tchécoslovaquie - Metaloplastika Šabac : Champion de Yougoslavie | - IK Heim : Champion de Suède - HC Dukla Prague : Champion de Tchécoslovaquie - Metaloplastika Šabac : Champion de Yougoslavie | - IK Heim : Champion de Suède - HC Dukla Prague : Champion de Tchécoslovaquie - Metaloplastika Šabac : Champion de Yougoslavie | - IK Heim : Champion de Suède - HC Dukla Prague : Champion de Tchécoslovaquie - Metaloplastika Šabac : Champion de Yougoslavie | - IK Heim : Champion de Suède - HC Dukla Prague : Champion de Tchécoslovaquie - Metaloplastika Šabac : Champion de Yougoslavie | - IK Heim : Champion de Suède - HC Dukla Prague : Champion de Tchécoslovaquie - Metaloplastika Šabac : Champion de Yougoslavie | - IK Heim : Champion de Suède - HC Dukla Prague : Champion de Tchécoslovaquie - Metaloplastika Šabac : Champion de Yougoslavie | - IK Heim : Champion de Suède - HC Dukla Prague : Champion de Tchécoslovaquie - Metaloplastika Šabac : Champion de Yougoslavie | - IK Heim : Champion de Suède - HC Dukla Prague : Champion de Tchécoslovaquie - Metaloplastika Šabac : Champion de Yougoslavie | - IK Heim : Champion de Suède - HC Dukla Prague : Champion de Tchécoslovaquie - Metaloplastika Šabac : Champion de Yougoslavie | - IK Heim : Champion de Suède - HC Dukla Prague : Champion de Tchécoslovaquie - Metaloplastika Šabac : Champion de Yougoslavie | - IK Heim : Champion de Suède - HC Dukla Prague : Champion de Tchécoslovaquie - Metaloplastika Šabac : Champion de Yougoslavie | - IK Heim : Champion de Suède - HC Dukla Prague : Champion de Tchécoslovaquie - Metaloplastika Šabac : Champion de Yougoslavie | - IK Heim : Champion de Suède - HC Dukla Prague : Champion de Tchécoslovaquie - Metaloplastika Šabac : Champion de Yougoslavie |
| Premier tour préliminaire | | | | | | | | | | | | | | | | | | | | | | | | | | | | | |
| - THW Kiel : Vice-champion d'Allemagne de l'Ouest - ATSE Waagner Biro Graz : Champion d'Autriche - Sporting Neerpelt : Champion de Belgique 1983 - CSKA Sofia : Champion de Bulgarie - AGF Aarhus Håndbold : Champion du Danemark - US Ivry : Champion de France 1983 - HC East Kilbrade : Champion de Grande-Bretagne - Ionikós de Néa Filadélfia : Champion de Grèce - BK-46 Karis : Champion de Finlande | - THW Kiel : Vice-champion d'Allemagne de l'Ouest - ATSE Waagner Biro Graz : Champion d'Autriche - Sporting Neerpelt : Champion de Belgique 1983 - CSKA Sofia : Champion de Bulgarie - AGF Aarhus Håndbold : Champion du Danemark - US Ivry : Champion de France 1983 - HC East Kilbrade : Champion de Grande-Bretagne - Ionikós de Néa Filadélfia : Champion de Grèce - BK-46 Karis : Champion de Finlande | - THW Kiel : Vice-champion d'Allemagne de l'Ouest - ATSE Waagner Biro Graz : Champion d'Autriche - Sporting Neerpelt : Champion de Belgique 1983 - CSKA Sofia : Champion de Bulgarie - AGF Aarhus Håndbold : Champion du Danemark - US Ivry : Champion de France 1983 - HC East Kilbrade : Champion de Grande-Bretagne - Ionikós de Néa Filadélfia : Champion de Grèce - BK-46 Karis : Champion de Finlande | - THW Kiel : Vice-champion d'Allemagne de l'Ouest - ATSE Waagner Biro Graz : Champion d'Autriche - Sporting Neerpelt : Champion de Belgique 1983 - CSKA Sofia : Champion de Bulgarie - AGF Aarhus Håndbold : Champion du Danemark - US Ivry : Champion de France 1983 - HC East Kilbrade : Champion de Grande-Bretagne - Ionikós de Néa Filadélfia : Champion de Grèce - BK-46 Karis : Champion de Finlande | - THW Kiel : Vice-champion d'Allemagne de l'Ouest - ATSE Waagner Biro Graz : Champion d'Autriche - Sporting Neerpelt : Champion de Belgique 1983 - CSKA Sofia : Champion de Bulgarie - AGF Aarhus Håndbold : Champion du Danemark - US Ivry : Champion de France 1983 - HC East Kilbrade : Champion de Grande-Bretagne - Ionikós de Néa Filadélfia : Champion de Grèce - BK-46 Karis : Champion de Finlande | - THW Kiel : Vice-champion d'Allemagne de l'Ouest - ATSE Waagner Biro Graz : Champion d'Autriche - Sporting Neerpelt : Champion de Belgique 1983 - CSKA Sofia : Champion de Bulgarie - AGF Aarhus Håndbold : Champion du Danemark - US Ivry : Champion de France 1983 - HC East Kilbrade : Champion de Grande-Bretagne - Ionikós de Néa Filadélfia : Champion de Grèce - BK-46 Karis : Champion de Finlande | - THW Kiel : Vice-champion d'Allemagne de l'Ouest - ATSE Waagner Biro Graz : Champion d'Autriche - Sporting Neerpelt : Champion de Belgique 1983 - CSKA Sofia : Champion de Bulgarie - AGF Aarhus Håndbold : Champion du Danemark - US Ivry : Champion de France 1983 - HC East Kilbrade : Champion de Grande-Bretagne - Ionikós de Néa Filadélfia : Champion de Grèce - BK-46 Karis : Champion de Finlande | - THW Kiel : Vice-champion d'Allemagne de l'Ouest - ATSE Waagner Biro Graz : Champion d'Autriche - Sporting Neerpelt : Champion de Belgique 1983 - CSKA Sofia : Champion de Bulgarie - AGF Aarhus Håndbold : Champion du Danemark - US Ivry : Champion de France 1983 - HC East Kilbrade : Champion de Grande-Bretagne - Ionikós de Néa Filadélfia : Champion de Grèce - BK-46 Karis : Champion de Finlande | - THW Kiel : Vice-champion d'Allemagne de l'Ouest - ATSE Waagner Biro Graz : Champion d'Autriche - Sporting Neerpelt : Champion de Belgique 1983 - CSKA Sofia : Champion de Bulgarie - AGF Aarhus Håndbold : Champion du Danemark - US Ivry : Champion de France 1983 - HC East Kilbrade : Champion de Grande-Bretagne - Ionikós de Néa Filadélfia : Champion de Grèce - BK-46 Karis : Champion de Finlande | - THW Kiel : Vice-champion d'Allemagne de l'Ouest - ATSE Waagner Biro Graz : Champion d'Autriche - Sporting Neerpelt : Champion de Belgique 1983 - CSKA Sofia : Champion de Bulgarie - AGF Aarhus Håndbold : Champion du Danemark - US Ivry : Champion de France 1983 - HC East Kilbrade : Champion de Grande-Bretagne - Ionikós de Néa Filadélfia : Champion de Grèce - BK-46 Karis : Champion de Finlande | - THW Kiel : Vice-champion d'Allemagne de l'Ouest - ATSE Waagner Biro Graz : Champion d'Autriche - Sporting Neerpelt : Champion de Belgique 1983 - CSKA Sofia : Champion de Bulgarie - AGF Aarhus Håndbold : Champion du Danemark - US Ivry : Champion de France 1983 - HC East Kilbrade : Champion de Grande-Bretagne - Ionikós de Néa Filadélfia : Champion de Grèce - BK-46 Karis : Champion de Finlande | - THW Kiel : Vice-champion d'Allemagne de l'Ouest - ATSE Waagner Biro Graz : Champion d'Autriche - Sporting Neerpelt : Champion de Belgique 1983 - CSKA Sofia : Champion de Bulgarie - AGF Aarhus Håndbold : Champion du Danemark - US Ivry : Champion de France 1983 - HC East Kilbrade : Champion de Grande-Bretagne - Ionikós de Néa Filadélfia : Champion de Grèce - BK-46 Karis : Champion de Finlande | - THW Kiel : Vice-champion d'Allemagne de l'Ouest - ATSE Waagner Biro Graz : Champion d'Autriche - Sporting Neerpelt : Champion de Belgique 1983 - CSKA Sofia : Champion de Bulgarie - AGF Aarhus Håndbold : Champion du Danemark - US Ivry : Champion de France 1983 - HC East Kilbrade : Champion de Grande-Bretagne - Ionikós de Néa Filadélfia : Champion de Grèce - BK-46 Karis : Champion de Finlande | - THW Kiel : Vice-champion d'Allemagne de l'Ouest - ATSE Waagner Biro Graz : Champion d'Autriche - Sporting Neerpelt : Champion de Belgique 1983 - CSKA Sofia : Champion de Bulgarie - AGF Aarhus Håndbold : Champion du Danemark - US Ivry : Champion de France 1983 - HC East Kilbrade : Champion de Grande-Bretagne - Ionikós de Néa Filadélfia : Champion de Grèce - BK-46 Karis : Champion de Finlande | - THW Kiel : Vice-champion d'Allemagne de l'Ouest - ATSE Waagner Biro Graz : Champion d'Autriche - Sporting Neerpelt : Champion de Belgique 1983 - CSKA Sofia : Champion de Bulgarie - AGF Aarhus Håndbold : Champion du Danemark - US Ivry : Champion de France 1983 - HC East Kilbrade : Champion de Grande-Bretagne - Ionikós de Néa Filadélfia : Champion de Grèce - BK-46 Karis : Champion de Finlande | - Vikingur Reykjavik : Champion d'Islande - Hapoël Rehovot : Champion d'Israël - Cividin Trieste : Champion d'Italie - HB Eschois Fola : Champion du Luxembourg - Kolbotn IL : Champion de Norvège - V&L Handbal Geleen : Champion des Pays-Bas - Benfica Lisbonne : Champion du Portugal - TV Zofingen : Champion de Suisse - İstanbul Bankası Yenişehir : Champion de Turquie | - Vikingur Reykjavik : Champion d'Islande - Hapoël Rehovot : Champion d'Israël - Cividin Trieste : Champion d'Italie - HB Eschois Fola : Champion du Luxembourg - Kolbotn IL : Champion de Norvège - V&L Handbal Geleen : Champion des Pays-Bas - Benfica Lisbonne : Champion du Portugal - TV Zofingen : Champion de Suisse - İstanbul Bankası Yenişehir : Champion de Turquie | - Vikingur Reykjavik : Champion d'Islande - Hapoël Rehovot : Champion d'Israël - Cividin Trieste : Champion d'Italie - HB Eschois Fola : Champion du Luxembourg - Kolbotn IL : Champion de Norvège - V&L Handbal Geleen : Champion des Pays-Bas - Benfica Lisbonne : Champion du Portugal - TV Zofingen : Champion de Suisse - İstanbul Bankası Yenişehir : Champion de Turquie | - Vikingur Reykjavik : Champion d'Islande - Hapoël Rehovot : Champion d'Israël - Cividin Trieste : Champion d'Italie - HB Eschois Fola : Champion du Luxembourg - Kolbotn IL : Champion de Norvège - V&L Handbal Geleen : Champion des Pays-Bas - Benfica Lisbonne : Champion du Portugal - TV Zofingen : Champion de Suisse - İstanbul Bankası Yenişehir : Champion de Turquie | - Vikingur Reykjavik : Champion d'Islande - Hapoël Rehovot : Champion d'Israël - Cividin Trieste : Champion d'Italie - HB Eschois Fola : Champion du Luxembourg - Kolbotn IL : Champion de Norvège - V&L Handbal Geleen : Champion des Pays-Bas - Benfica Lisbonne : Champion du Portugal - TV Zofingen : Champion de Suisse - İstanbul Bankası Yenişehir : Champion de Turquie | - Vikingur Reykjavik : Champion d'Islande - Hapoël Rehovot : Champion d'Israël - Cividin Trieste : Champion d'Italie - HB Eschois Fola : Champion du Luxembourg - Kolbotn IL : Champion de Norvège - V&L Handbal Geleen : Champion des Pays-Bas - Benfica Lisbonne : Champion du Portugal - TV Zofingen : Champion de Suisse - İstanbul Bankası Yenişehir : Champion de Turquie | - Vikingur Reykjavik : Champion d'Islande - Hapoël Rehovot : Champion d'Israël - Cividin Trieste : Champion d'Italie - HB Eschois Fola : Champion du Luxembourg - Kolbotn IL : Champion de Norvège - V&L Handbal Geleen : Champion des Pays-Bas - Benfica Lisbonne : Champion du Portugal - TV Zofingen : Champion de Suisse - İstanbul Bankası Yenişehir : Champion de Turquie | - Vikingur Reykjavik : Champion d'Islande - Hapoël Rehovot : Champion d'Israël - Cividin Trieste : Champion d'Italie - HB Eschois Fola : Champion du Luxembourg - Kolbotn IL : Champion de Norvège - V&L Handbal Geleen : Champion des Pays-Bas - Benfica Lisbonne : Champion du Portugal - TV Zofingen : Champion de Suisse - İstanbul Bankası Yenişehir : Champion de Turquie | - Vikingur Reykjavik : Champion d'Islande - Hapoël Rehovot : Champion d'Israël - Cividin Trieste : Champion d'Italie - HB Eschois Fola : Champion du Luxembourg - Kolbotn IL : Champion de Norvège - V&L Handbal Geleen : Champion des Pays-Bas - Benfica Lisbonne : Champion du Portugal - TV Zofingen : Champion de Suisse - İstanbul Bankası Yenişehir : Champion de Turquie | - Vikingur Reykjavik : Champion d'Islande - Hapoël Rehovot : Champion d'Israël - Cividin Trieste : Champion d'Italie - HB Eschois Fola : Champion du Luxembourg - Kolbotn IL : Champion de Norvège - V&L Handbal Geleen : Champion des Pays-Bas - Benfica Lisbonne : Champion du Portugal - TV Zofingen : Champion de Suisse - İstanbul Bankası Yenişehir : Champion de Turquie | - Vikingur Reykjavik : Champion d'Islande - Hapoël Rehovot : Champion d'Israël - Cividin Trieste : Champion d'Italie - HB Eschois Fola : Champion du Luxembourg - Kolbotn IL : Champion de Norvège - V&L Handbal Geleen : Champion des Pays-Bas - Benfica Lisbonne : Champion du Portugal - TV Zofingen : Champion de Suisse - İstanbul Bankası Yenişehir : Champion de Turquie | - Vikingur Reykjavik : Champion d'Islande - Hapoël Rehovot : Champion d'Israël - Cividin Trieste : Champion d'Italie - HB Eschois Fola : Champion du Luxembourg - Kolbotn IL : Champion de Norvège - V&L Handbal Geleen : Champion des Pays-Bas - Benfica Lisbonne : Champion du Portugal - TV Zofingen : Champion de Suisse - İstanbul Bankası Yenişehir : Champion de Turquie | - Vikingur Reykjavik : Champion d'Islande - Hapoël Rehovot : Champion d'Israël - Cividin Trieste : Champion d'Italie - HB Eschois Fola : Champion du Luxembourg - Kolbotn IL : Champion de Norvège - V&L Handbal Geleen : Champion des Pays-Bas - Benfica Lisbonne : Champion du Portugal - TV Zofingen : Champion de Suisse - İstanbul Bankası Yenişehir : Champion de Turquie | - Vikingur Reykjavik : Champion d'Islande - Hapoël Rehovot : Champion d'Israël - Cividin Trieste : Champion d'Italie - HB Eschois Fola : Champion du Luxembourg - Kolbotn IL : Champion de Norvège - V&L Handbal Geleen : Champion des Pays-Bas - Benfica Lisbonne : Champion du Portugal - TV Zofingen : Champion de Suisse - İstanbul Bankası Yenişehir : Champion de Turquie | - Vikingur Reykjavik : Champion d'Islande - Hapoël Rehovot : Champion d'Israël - Cividin Trieste : Champion d'Italie - HB Eschois Fola : Champion du Luxembourg - Kolbotn IL : Champion de Norvège - V&L Handbal Geleen : Champion des Pays-Bas - Benfica Lisbonne : Champion du Portugal - TV Zofingen : Champion de Suisse - İstanbul Bankası Yenişehir : Champion de Turquie |

Remarque : à noter les forfaits du SC Magdebourg (Champion d'Allemagne de l'est), du Steaua Bucarest (Champion de Roumanie) et du CSKA Moscou (Champion d'URSS) en vue des Jeux olympiques de 1984 disputés à Los Angeles, bien que ces pays boycotteront finalement ces jeux en terre américaine.

## Tours préliminaires

### Premier tour
| Équipe                     | Aller   | Total    | Retour  | Équipe                 |
| -------------------------- | ------- | -------- | ------- | ---------------------- |
| THW Kiel                   | 43 – 6  | 87 – 14  | 44 – 6  | HC East Kilbrade       |
| AGF Aarhus Håndbold        | 29 – 31 | 54 – 57  | 25 – 26 | BK-46 Karis            |
| Benfica Lisbonne           | 20 – 29 | 45 – 54  | 25 – 25 | ATSE Waagner Biro Graz |
| İstanbul Bankası Yenişehir | /       | forfait  | /       | CSKA Sofia             |
| Kolbotn IL                 | 20 – 18 | 39* – 39 | 19 – 21 | Vikingur Reykjavik     |
| US Ivry                    | 19 – 23 | 35 – 40  | 16 – 17 | Sporting Neerpelt      |
| Ionikós de Néa Filadélfia  | 21 – 22 | 38 – 43  | 17 – 21 | Hapoël Rehovot         |
| Cividin Trieste            | 20 – 22 | 40 – 48  | 20 – 26 | TV Zofingen            |
| HB Eschois Fola            | 9 – 24  | 21 – 44  | 12 – 20 | V&L Handbal Geleen     |

*Qualifié selon la règle du nombre de buts marqués à l'extérieur.

### Deuxième tour
| Équipe                 | Aller   | Total   | Retour  | Équipe               |
| ---------------------- | ------- | ------- | ------- | -------------------- |
| IK Heim                | /       | forfait | /       | Metaloplastika Šabac |
| BK-46 Karis            | 24 – 31 | 48 – 60 | 24 – 29 | THW Kiel             |
| ATSE Waagner Biro Graz | 23 – 27 | 43 – 57 | 20 – 30 | Budapest Honvéd      |
| CSKA Sofia             | 19 – 24 | 44 – 53 | 21 – 23 | KS Anilana Łódź      |
| Sporting Neerpelt      | 20 – 15 | 31 – 37 | 11 – 22 | Kolbotn IL           |
| Atlético de Madrid     | 11 – 16 | 29 – 35 | 18 – 19 | VfL Gummersbach      |
| Hapoël Rehovot         | 24 – 25 | 43 – 45 | 19 – 20 | TV Zofingen          |
| V&L Handbal Geleen     | 20 – 23 | 38 – 56 | 18 – 33 | HC Dukla Prague      |

## Phase finale
| \| Budapest Prague Gummersbach Kiel Šabac Łódź Zofingue Oslo \| Localisation des équipes en phase finale. |
| Budapest Prague Gummersbach Kiel Šabac Łódź Zofingue Oslo                                                 |

|  | Quarts de finale     | Quarts de finale     | Quarts de finale | Quarts de finale |                      |                      | Demi-finales | Demi-finales | Demi-finales | Demi-finales |  |  | Finale | Finale | Finale | Finale |
|  |                      |                      |                  |                  |                      |                      |              |              |              |              |  |  |        |        |        |        |
|  |                      |                      |                  |                  |                      |                      |              |              |              |              |  |  |        |        |        |        |
|  |                      |                      |                  |                  |                      |                      |              |              |              |              |  |  |        |        |        |        |
|  | THW Kiel             | THW Kiel             | 20               | 23               |                      |                      |              |              |              |              |  |  |        |        |        |        |
|  | THW Kiel             | THW Kiel             | 20               | 23               |                      |                      |              |              |              |              |  |  |        |        |        |        |
|  | Metaloplastika Šabac | Metaloplastika Šabac | 22               | 26               |                      |                      |              |              |              |              |  |  |        |        |        |        |
|  | Metaloplastika Šabac | Metaloplastika Šabac | 22               | 26               | Metaloplastika Šabac | Metaloplastika Šabac | 30           | 24           |              |              |  |  |        |        |        |        |
|  |                      |                      |                  |                  | Metaloplastika Šabac | Metaloplastika Šabac | 30           | 24           |              |              |  |  |        |        |        |        |
|  |                      |                      | Budapest Honvéd  | Budapest Honvéd  | 21                   | 20                   |              |              |              |              |  |  |        |        |        |        |
|  | KS Anilana Łódź      | KS Anilana Łódź      | Budapest Honvéd  | Budapest Honvéd  | 21                   | 20                   | 28           | 21           |              |              |  |  |        |        |        |        |
|  | KS Anilana Łódź      | KS Anilana Łódź      |                  |                  |                      |                      |              | 21           |              |              |  |  |        |        |        |        |
|  | Budapest Honvéd      | Budapest Honvéd      | 22               | 28               |                      |                      |              |              |              |              |  |  |        |        |        |        |
|  | Budapest Honvéd      | Budapest Honvéd      | 22               | 28               | Metaloplastika Šabac | Metaloplastika Šabac | 17           | 21           |              |              |  |  |        |        |        |        |
|  |                      |                      |                  |                  | Metaloplastika Šabac | Metaloplastika Šabac | 17           | 21           |              |              |  |  |        |        |        |        |
|  |                      |                      | HC Dukla Prague* | HC Dukla Prague* | 21                   | 17                   |              |              |              |              |  |  |        |        |        |        |
|  | VfL Gummersbach      | VfL Gummersbach      | HC Dukla Prague* | HC Dukla Prague* | 21                   | 17                   | 24           | 19           |              |              |  |  |        |        |        |        |
|  | VfL Gummersbach      | VfL Gummersbach      |                  |                  |                      |                      |              |              |              |              |  |  |        |        |        |        |
|  | Kolbotn IL           | Kolbotn IL           | 14               | 18               |                      |                      |              |              |              |              |  |  |        |        |        |        |
|  | Kolbotn IL           | Kolbotn IL           | 14               | 18               | VfL Gummersbach      | VfL Gummersbach      | 14           | 17           |              |              |  |  |        |        |        |        |
|  |                      |                      |                  |                  | VfL Gummersbach      | VfL Gummersbach      | 14           | 17           |              |              |  |  |        |        |        |        |
|  |                      |                      | HC Dukla Prague  | HC Dukla Prague  | 14                   | 18                   |              |              |              |              |  |  |        |        |        |        |
|  | TV Zofingen          | TV Zofingen          | HC Dukla Prague  | HC Dukla Prague  | 14                   | 18                   | 23           | 15           |              |              |  |  |        |        |        |        |
|  | TV Zofingen          | TV Zofingen          |                  |                  |                      |                      |              | 15           |              |              |  |  |        |        |        |        |
|  | HC Dukla Prague      | HC Dukla Prague      | 25               | 18               |                      |                      |              |              |              |              |  |  |        |        |        |        |
|  | HC Dukla Prague      | HC Dukla Prague      | 25               | 18               |                      |                      |              |              |              |              |  |  |        |        |        |        |
|  |                      |                      |                  |                  |                      |                      |              |              |              |              |  |  |        |        |        |        |

*Les deux équipes se trouvant à égalité parfaite à l'issue des deux matchs, la victoire s'est jouée aux jets de 7 mètres : vainqueur 4 à 2, le HC Dukla Prague remporte ainsi son troisième titre.

### Quarts de finale
| Équipe          | Aller   | Total   | Retour  | Équipe               |
| --------------- | ------- | ------- | ------- | -------------------- |
| THW Kiel        | 20 – 22 | 43 – 48 | 23 – 26 | Metaloplastika Šabac |
| KS Anilana Łódź | 28 – 22 | 49 – 50 | 21 – 28 | Budapest Honvéd      |
| VfL Gummersbach | 24 – 14 | 43 – 32 | 19 – 18 | Kolbotn IL           |
| TV Zofingen     | 23 – 25 | 38 – 43 | 15 – 18 | HC Dukla Prague      |

### Demi-finales
| Équipe               | Aller   | Total   | Retour  | Équipe          |
| -------------------- | ------- | ------- | ------- | --------------- |
| Metaloplastika Šabac | 30 – 21 | 54 – 41 | 24 – 20 | Budapest Honvéd |
| VfL Gummersbach      | 14 – 14 | 31 – 32 | 17 – 18 | HC Dukla Prague |

### Finale
La finale se déroule en match aller-retour. 
| Club            | Aller   | Total            | Retour  | Club                 |
| --------------- | ------- | ---------------- | ------- | -------------------- |
| HC Dukla Prague | 21 – 17 | 38 – 38 4 – 2tab | 17 – 21 | Metaloplastika Šabac |

Les deux équipes se trouvant à égalité parfaite à l'issue des deux matchs, la victoire s'est jouée aux jets de 7 mètres : vainqueur 4 à 2, le HC Dukla Prague remporte ainsi son troisième titre.

## Les champions d'Europe
| Champion Coupe des clubs champions européens 1983-1984 HC Dukla Prague 3e titre |